# Grand Larceny
Grand Larceny è un film muto del 1922 diretto da Wallace Worsley.

## Trama
Benché sia sposata, Kathleen Vaughn ama flirtare con Clive. Quando il marito si accorge che la cosa sta diventando seria, lascia la moglie che, ormai libera, si risposa con il suo nuovo innamorato. Kathleen, che è uno spirito libero, si rende conto di essere considerata come un semplice oggetto del contendere. Non accettando la situazione, prende nelle sue mani il proprio destino.

## Produzione
Il film fu prodotto dalla Goldwyn Pictures Corporation.

## Distribuzione
Distribuito dalla Goldwyn Pictures Corporation, il film uscì nelle sale cinematografiche statunitensi il 26 February 1922.